# Guntis Osis
Guntis Osis (ur. 30 października 1962 w Talsi) – łotewski bobsleista reprezentujący ZSRR, brązowy medalista olimpijski.

## Kariera
Największy sukces w karierze osiągnął w 1988 roku, kiedy razem z Jānisem Ķipursem, Jurisem Tone i Władimirem Kozłowem zdobył brązowy medal w czwórkach na igrzyskach olimpijskich w Calgary. W tej samej konkurencji zdobył też brązowy medal mistrzostw ZSRR oraz wicemistrzostwo Łotewskiej SRR w 1987 roku. W 1989 roku Osis został zdyskwalifikowany za stosowanie dopingu na dwa lata, po czym zakończył karierę.